# 1990年6月逝世人物列表
1990年逝世人物列表：1月 - 2月 - 3月 - 4月 - 5月 - 6月 - 7月 - 8月 - 9月 - 10月 - 11月 - 12月
1990年6月逝世人物列表，是用於匯總1990年6月期間逝世人物的列表。

## 依日期排序

### 1日
- 埃裡克·巴克，78歲，英國演員[1]
- 威廉·博徹特，83歲，德國演員。[2]
- Dow Hover，89歲，美國劊子手，因一氧化碳中毒自殺。
- 維斯瓦夫·基拉爾，70歲，波蘭電影製片人和作家。

### 2日
- 克勞德·夏博蒂，80歲，法國數學家。
- 沃爾特·大衛斯，57歲，美國鋼琴家，肝腎病。[3]
- 雷克斯·哈裡森，82歲，英國演員（《窈窕淑女》），胰腺癌。[4]
- 什里拉姆·夏爾馬，78歲，印度作家和自由鬥士。[5]

### 3日
- 湯姆·布朗，77歲，美國演員，肺癌。[6]
- 羅伯特·諾伊斯，62歲，美國物理學家和企業家（英特爾），心臟病發作。[7]
- 理查·索爾，37歲，美國音樂家，心臟病發作。
- 胡安·羅維拉·塔拉佐納，60歲，西班牙政治家。[8]
- 艾諾·陶貝，77歲，瑞典女演員。

### 4日
- 斯蒂夫·巴托斯，40歲，美國朋克搖滾歌手和吉他手，交通事故。[9]
- 尤利安·布羅姆利，69歲，蘇聯人類學家。
- 羅伯特·愛德華茲，85歲，英國政治家。
- 傑克·吉爾福德，81歲，美國演員[10]
- 艾弗·雷蒙德，63歲，英國音樂家。[11]

### 5日
- 阿卜杜勒·阿齊茲，77歲，斯里蘭卡政治家。
- 路易斯·維亞納·菲略，82歲，巴西政治家。[12]
- 吉姆·霍德，42歲，美國鼓手[13]
- 瓦西裡·庫茲涅佐夫，89歲，蘇聯政治家，代理主席（1982-1983，1984，1985）。[14]
- 彼得·斯羅克莫頓，61歲，美國考古學家和攝影記者。[15]

### 6日
- 阿爾伯特·奧爾德曼，82歲，英國板球運動員和足球運動員。[16]
- 奧羅拉·德·阿爾博諾茲，64歲，西班牙學者，腦出血。[17]
- 馬托·杜科瓦茨，71歲，二戰期間南斯拉夫飛行王牌。
- 馬塞爾·格裡尼翁，75歲，法國電影攝影師。[18]
- 萨比尔·卡马洛夫，80歲，蘇聯政治家。
- 布奇·林德利，42歲，美國賽車手，賽車事故。[19]
- 喬·洛斯，80歲，英國音樂家。[20]
- 費奧多爾·雷梅佐夫，93歲，蘇聯將軍。

### 7日
- 羅伯特·珀西瓦爾·阿米蒂奇，83歲，英國殖民地行政長官。
- 芭芭拉·巴克斯利，67歲，美國女演員和歌手，心臟病發作。[21]
- 盧·布萊克本，67歲，美國長號手。[22]
- 瑪麗·凱薩琳·坎貝爾，84歲，美國選美選手。
- 阿爾弗雷多·波韋達，64歲，厄瓜多政治家，臨時總統（1976-1979），心臟病發作。[23]
- 毛允淑，80歲，韓國詩人。
- 佩塔爾·謝格維奇，59歲，南斯拉夫奧運賽艇運動員（1952年）。[24]

### 8日
- 何塞·菲格雷斯·費雷爾，83歲，哥斯大黎加政治家，總統（1948-1949，1953-1958，1970-1974）。[25]
- 赫比·馬修斯，76歲，澳大利亞足球運動員。
- 內布·斯圖爾特，72歲，美國棒球運動員。[26]
- 雷米·範·利尔德，74歲，第二次世界大戰期間的比利時飛行王牌。

### 9日
- 阿薩德·博帕利，68歲，印度作詞家和詩人。
- 詹姆斯·卡雷拉斯，81歲，英國電影製片人。[27]
- 查理斯·保羅·德·庫蒙，88歲，比利時將軍。
- 弗萊徹男爵埃裡克·弗萊徹，87歲，英國政治家。[28]
- 約翰·霍蘭德，63歲，紐西蘭跨欄運動員，癌症。[29]
- 安格斯·麥克比恩，86歲，威爾士攝影師。[30]

### 10日
- 拉塞爾·卡雷羅，39歲，尼加拉瓜奧運短跑運動員（1972年）。[31]
- 路德維格·霍爾姆-奧爾森，76歲，挪威語言學家。
- 漢娜·奧爾森，100歲，瑞典奧運擊劍運動員（1924年，1928年）。 [32]
- 休伯特·羅斯坦，71歲，法國音樂家。[33]

### 11日
- 維森特·阿吉雷，89歲，阿根廷足球運動員。[34]
- 伊拉克利·安德羅尼科夫，81歲，蘇聯和俄羅斯文學史學家和媒體人。
- Seosamh Mac Grianna，89歲，愛爾蘭作家。
- 布拉姆·庫爾，53歲，荷蘭自行車賽車手。[35]
- 約翰·H·曼利，82歲，美國核物理學家（曼哈頓計劃）。
- 克萊德·麥考伊，86歲，美國小號手，阿爾茨海默病。
- 奧爾德裡奇·內耶德利，80歲，捷克斯洛伐克足球運動員。
- 伯特·諾裡斯，91歲，英國奧運亞軍（1936年）。[36]
- 瓊·史蒂文斯，81歲，紐西蘭學者。[37]
- 以撒·懷特，89歲，美國將軍。[38]
- 瓦索·丘布里洛维奇，93歲，南斯拉夫學者和政治家。

### 12日
- 所羅門·弗里霍夫，97歲，英裔美國拉比和學者。[39]
- Moushegh Ishkan，77歲，亞美尼亞僑民詩人，作家和教育家。[40]
- 北川冬彥，89歲，日本詩人、影評人。
- 傑拉爾德·瑪律凱西，61歲，義大利裔澳大利亞足球運動員。
- Georg Meistermann，78歲，德國畫家。
- 特倫斯·奧尼爾，75歲，北愛爾蘭政治家，總理（1963-1969），癌症。[41]
- 比利·泰勒，71歲，加拿大冰球運動員。[42]
- 吉姆·沃克普，94歲，美國棒球運動員。[43]
- Willy Ørskov，69歲，丹麥雕塑家。[44]

### 13日
- 安東尼·安德魯斯，80歲，英國歷史學家。[45]
- 芭芭拉·克萊森，32歲，德國奧運會柔道運動員（1988年），自殺。
- 吉茲肯·雅各森，81歲，挪威飛行員。
- 拉娜·利雅卡特·阿里·汗，85歲，巴基斯坦政治家，第一夫人（1947-1951）。[46]
- 木暮實千代，72歲，日本女演員。[47]
- 弗蘭克·麥葛籣，80歲，澳大利亞政治家。
- 舒爾佈雷德的第三代龐森比男爵湯瑪斯·龐森比，59歲，英國政治家。

### 14日
- 埃爾娜·伯傑，89歲，德國歌手。[48]
- 泰德·巴克爾，65歲，英格蘭足球運動員。[49]
- 傑伊·戈尼，93歲，美國詞曲作者。[50]
- 拉爾夫·利瓦爾省，87歲，蘇聯足球運動員。
- 切特·麥克納布，69歲，美國籃球運動員。[51]
- 羅伊·納特，59歲，美國計算機工程師，肺癌。[52]
- 讓-法蘭索瓦·潘塔，66歲，法國政治家。[53]
- 海因里希·萊因哈特，87歲，德國-阿根廷棋手。

### 15日
- 新井信男，80-81歲，日本奧運會游泳運動員（1928年）。[54]
- 聖克雷克，79歲，美國社會學家。
- 雷蒙德·亨特利，86歲，英國演員。[55]
- 辛西婭·歐文-威廉姆斯，54歲，美國考古學家。[56]
- 巴基·雅各斯，77歲，美國棒球運動員。[57]
- 中島勝寿，85歲，美國傢具設計師。[58]
- 倫納德·薩克斯，80歲，南非裔英國演員，腎衰竭。

### 16日
- 赫爾曼·S·布洛赫，78歲，美國化學家，心臟病發作。[59]
- 湯瑪斯·喬治·考林，83歲，英國天文學家。[60]
- 鄧尼斯·戴爾，76歲，南非板球運動員。[61]
- 梅根·利，26歲，美國色情女演員，中槍自殺。
- 傑克·麥克法爾，84歲，美國外交官。
- 費利西亞諾·蒙蒂，87歲，義大利足球運動員。
- 伊娃·特納，98歲，英國歌手。[62]
- 魯迪·沃爾特，73歲，瑞士演員和喜劇演員，手術併發症。[63]

### 17日
- 康拉德·鮑爾，71歲，二戰期間的德國飛行王牌。
- 亨利·T·佈雷姆，90歲，美國棒球運動員。[64]
- 迪克·埃爾弗斯，79歲，荷蘭藝術家。
- 保羅·喬瓦尼，57歲，美國劇作家和作曲家，愛滋病患者。[65]
- 鮑勃·哈默頓，79歲，加拿大奧運會游泳運動員（1936年）。[66]
- 亞歷山大·萊曼尼斯，76歲，蘇聯電影導演。
- 弗朗西斯科·索拉諾·帕蒂諾，66-67歲，巴拉圭足球運動員。
- 羅納德·弗蘭克·泰爾科特，74歲，英國考古學家。[67]

### 18日
- 芭芭拉·卡森，61歲，美國女演員，心臟病發作。[68]
- 亨利克·萊利瓦-羅伊切維奇，91歲，波蘭奧運會馬術運動員（1936年）。
- 羅納德·路易斯，80歲，英國政治家。
- 羅爾夫·斯特蘭奇，99歲，挪威政治家。
- 約翰·愛德華·斯溫德勒，46歲，美國被定罪的殺人犯，被電刑處決。
- 芭芭拉·沃爾茲，39歲，美國時尚攝影師，乳腺癌。[69]

### 19日
- 伊莎貝拉·史密斯·安德魯斯，84歲，蘇格蘭出生的紐西蘭劇作家。[70]
- 查理斯·法恩斯利，83歲，美國政治家，美國眾議院議員（1965-1967），阿爾茨海默病。[71]
- 亞歷山大·岡察洛夫，31歲，蘇聯曲棍球運動員和奧運選手。[72]
- 斯蒂恩·埃勒·拉斯穆森，92歲，丹麥建築師。
- 卡雷爾·西斯，76歲，比利時拳擊手。
- 比爾·韋斯特威克，81歲，加拿大體育記者。[73]
- G.Yogasangari，斯里蘭卡政治家，槍殺。

### 20日
- 伊娜·巴林，52歲，美國女演員，肺動脈高壓。[74]
- 湯姆·霍普金森，85歲，英國記者。[75]
- 萊文·基普尼斯，95歲，俄裔以色列作家。[76]
- 阮玉光，80歲，越南羅馬天主教主教，Cần Thơ主教（1965-1990）。[77]
- 吉田耕作，81歲，日本數學家。

### 21日
- 塞德里克·貝爾弗拉格，85歲，英國記者。[78]
- 瓊·克裡斯蒂，64歲，美國歌手，腎衰竭。[79]
- 埃利亞胡·埃拉特，86歲，蘇以外交官。[80]
- 羅斯·芒羅，76歲，二戰期間的加拿大戰地記者。
- 托尼·薩拉斯基，77歲，美式足球運動員。[81]
- 瑪格麗特·溫克勒，95歲，美國動畫製片人。
- 鄭彥棻，88歲，臺灣政治家，腦溢血。

### 22日
- 伊利亞·弗蘭克，81歲，蘇聯核物理學家，諾貝爾獎獲得者（1958年）。
- 伊莉莎白·哈伍德，52歲，英國歌手，癌症。[82]
- 比諾德·卡農戈，78歲，印度作家、自由鬥士和百科全書編纂者。
- 約瑟夫·穆倫比，79歲，肯亞政治家。[83]
- 薩比娜·拉菲，71歲，印度文學評論家。

### 23日
- 哈林德拉納特·查托帕德亞伊，92歲，印度政治家，演員和劇作家，心臟驟停。[84]
- 弗蘭克·加特利夫，62歲，澳大利亞裔英國演員。
- 維姆·凱特，85歲，荷蘭奧運會亞軍（1924年）。[85]
- 埃利斯·馬庫斯，72歲，美國電視編劇，心臟病發作。
- 赫爾曼·拉恩，77歲，美國生理學家。
- 馬修·沃德，39歲，美國翻譯，愛滋病。[86]

### 24日
- 赫爾曼·蘇亞雷斯·弗拉裡奇，83歲，委內瑞拉政治家，總統（1950-1952）。[87]
- 肖恩·休斯，44歲，英國歷史教師和政治家，癌症。
- 威廉·克尼爾，84歲，英國邏輯學家。[88]
- 保羅·林德曼，72歲，美國籃球運動員，古德牧場綜合症。

### 25日
- 豪爾赫·阿爾卡爾德，73歲，秘魯足球運動員。[89]
- Bizunesh Bekele，53-54歲，衣索比亞歌手。
- 悉尼·博姆，82歲，美國電影製片人，肺炎。[90]
- 羅伯特·卡尼，95歲，美國海軍上將，心臟驟停。[91]
- 佩吉·格蘭維爾-希克斯，77歲，澳大利亞作曲家。[92]
- 梅爾巴·羅伊·木桐，61歲，美國數學家，腦癌。
- 葉夫根尼婭·謝切諾娃，71歲，蘇聯奧運亞軍（1952年）。[93]
- 羅納德·吉恩·西蒙斯，49歲，美國被定罪的狂歡殺手，被注射死刑。
- 約翰·斯托爾，76歲，英國藝術總監。

### 26日
- 安妮·布洛姆奎斯特，80歲，芬蘭-瑞典小說家。
- 阿爾伯特·伯德，74歲，美國賽車手。[94]
- Doc Kauffman，1989年，德裔美國電吉他工程師。
- 沃爾夫·凱爾曼，66歲，奧地利裔美國拉比，黑色素瘤。[95]
- J. C. R. Licklider，75歲，美國計算機科學家，哮喘。
- 曼努埃爾·德·佩德羅洛·莫利納，72歲，西班牙小說、短篇小說、詩歌和戲劇作家，癌症。[96]
- 卡羅爾·林沃爾特，82歲，美式足球運動員。[97]
- Hans Schwerdtfeger，87歲，德裔加拿大裔澳大利亞數學家。
- 詹姆斯·愛德華·史密斯，37歲，美國被定罪的殺人犯，被注射死刑。
- 西德尼·史密斯，82歲，英國斯諾克球員。
- 葛籣·米爾頓·斯托爾，68歲，澳大利亞動物學家。

### 27日
- 奧拉夫·貝納姆，92歲，挪威政治家。
- 蘭伯特·安東尼·霍赫，87歲，美國羅馬天主教主教。
- 何塞·馬羅內，74歲，阿根廷演員，心血管疾病。
- 何塞·克萊門特·毛雷爾，90歲，羅馬天主教會德國紅衣主教。
- 喬·奧羅克，85歲，美國棒球運動員。[98]
- 吉爾伯托·羅曼，28歲，墨西哥拳擊手，交通事故。[99]

### 28日
- 胡安·弗裡德·阿爾特，89歲，猶太裔烏克蘭裔哥倫比亞歷史學家。[100]
- 佩爾·伯格森，29歲，挪威音樂家
- 鮑裡斯·伊夫琴科，49歲，烏克蘭演員和電影導演。
- 赫伯特·賈伯斯特，74歲，德國作家。[101]

### 29日
- 迪克·巴頓，78歲，南非拳擊手和奧運選手。[102]
- René Boël，91歲，比利時實業家。
- 博伊德·佩里，76歲，美國棒球運動員。[103]
- 歐文·華萊士，74歲，美國小說家，胰腺癌。[104]

### 30日
- 陳淑英
- 琳恩·卡羅爾，76歲，英國女演員，心臟病發作。
- 侯爵·柴爾茲，87歲，美國記者，心血管疾病。[105]
- 米格爾·昆科，85歲，菲律賓政治家。
- Eli Whitney Debevoise，90歲，美國律師。[106]
- Dudu Pukwana，51歲，南非音樂家，肝功能衰竭。[107]
- 布萊恩·蒂勒，47歲，英格蘭足球運動員和足球主管，交通事故。[108]